# 1353 Maartje
Az 1353 Maartje (ideiglenes jelöléssel 1935 CU) a Naprendszer kisbolygóövében található aszteroida. Hendrik van Gent fedezte fel 1935. február 13-án, Johannesburgban.